# Juke (Lied)
Juke ist der Titel eines mit der Mundharmonika gespielten Instrumentalstücks von Little Walter, den er 1952 für Checker Records aufgenommen hat. Der Song wurde ein Standard für alle Bluesharmonikaspieler. Oft nannte man Juke auch die „Nationalhymne der Bluesharmonika“.

## Entstehungsgeschichte
Little Walter war Mitglied der Band von Blueslegende Muddy Waters, die sich aus Muddy Waters (Gitarre), Jimmy Rogers (Gitarre), Little Walter (Mundharmonika) und Elgin Evans (richtiger Name: Elga Edmonds; Schlagzeug) zusammensetzte. In dieser Besetzung betraten sie am 12. Mai 1952 ein Tonstudio. Aufgenommen wurden die Titel Juke / Can’t Hold Out Much Longer im damals besten Tonstudio Universal Recording Corporation in Chicago. Studioinhaber Bill Putnam setzte ersichtlich erstmals bei Schlagzeug und Harmonika das Slapback-Echo ein, um das mäßige Tempo des Songs zu erhöhen. Im Verlauf der Session werden verschiedene Staccato-Riffs probiert. Dadurch entstand eine flüssige Instrumentalaufnahme mit einem leicht wiedererkennbaren zentralen Riff und einigen Gitarrenbeiträgen von Jimmy Rogers. Von insgesamt 4 Takes wird Take 2 schließlich für die Abmischung verwendet.
Die Aufzeichnungen der Studio-Session vom 12. Mai 1952 (mit der Matrix-Nummer “U….” als chronologische Reihenfolge) beweisen, dass Juke und die spätere B-Seite vor dem Muddy Waters-Titel aufgenommen wurden. Die Studios nahmen im Auftrag von Chess Records, zu denen Checker Records als Tochterlabel gehörte, an jenem Tag folgende Stücke auf:
- Sax Mallard & His Orchestra: I’m Yours (U7434),
- Sax Mallard & His Orchestra: Teen Town Strut! (U7435),
- Sax Mallard & His Orchestra: Left Alone (U7436);
- Little Walter & His Night Cats: Juke (U7437),
- Little Walter & His Night Cats: Can’t Hold Out Much Longer (U7438);
- Muddy Waters: Please Have Mercy (U7439).

Little Walter - Juke

## Veröffentlichung und Erfolg
Der Inhaber des Independent-Labels Chess Records, Leonard Chess, entschied, den Titel unter Little Walters Namen zu veröffentlichen. Als Bandname wurde vorerst Little Walter & His Night Cats ausgewählt. Juke wurde nach Veröffentlichung im August 1952 als Single Juke / Can’t Hold on Much Longer (Checker 758) ein derart großer Hit, dass Walter die Band von Muddy Waters noch während einer Tournee in Louisiana verließ und im Oktober 1952 seine eigene Band gründete. Er übernahm die Band von Junior Wells (The Aces), der seinerseits zu Muddy Waters gewechselt war. Walter nannte seine Band nunmehr nach seinem Instrumentalerfolg Little Walter & His Jukes. Insgesamt verbrachte Juke 20 Wochen in der Rhythm-&-Blues-Hitparade, davon 8 Wochen als Nummer-eins-Hit. Der Erfolg relativiert sich, wenn man berücksichtigt, dass Muddy Waters bis 1952 nur 10 Wochen eine Single in diesen Charts hatte und in seiner Karriere dort nie einen ersten Rang erreichte. Juke wurde nicht nur der erste Hit für Little Walter, sondern war auch bis dato der größte Hit für Chess Records oder eines seiner Sublabel. Junior Wells behauptete später, dass Juke bereits von seiner Gruppe Three Aces gespielt wurde. Zumindest scheint Walter die ersten 12 Takte von anderen Komponisten adaptiert zu haben.
Juke gehört bis heute zu den Bluesharmonikastandards und wurde 2008 in die Grammy Hall of Fame aufgenommen. Ebenso wurde er in die Liste "500 Songs that shaped Rock and Roll" der Rock and Roll Hall of Fame aufgenommen.

## Coverversionen
Der Song gehört heute zum Repertoire vieler Mundharmonikaspieler. So gibt es Coverversionen von Carey Bell (1964; siehe And This Is Maxwell Street), Big Walter Horton (Januar 1970), Billy Branch (Januar 1997), Ben Harper / James Cotton (März 2008), Rod Piazza (Juni 2009) und anderen.